# Kaplica Oraczewskich w Morawicy
Kaplica Oraczewskich – Kaplica, która znajdowała się w Morawicy w województwie świętokrzyskim. Zniszczona podczas II wojny światowej. Zachowane fragmenty murów w stanie ruiny stanowią jeden z rejestrowanych zabytków miasta.

## Historia
Kaplica pod wezwaniem Niepokalanego Poczęcia Najświętszej Maryi Panny została ufundowana przez Hortensję z Wielopolskich Oraczewską i Fryderykę hrabinę Wielopolską. Kaplicę zaprojektował architekt Friedrich August Stüler. Została zbudowana około 1840 roku. Pełniła funkcje religijne do wybuchu II wojny światowej. Podczas bitwy w dniu 15 stycznia 1945 roku została ostrzelana przez sowiecką artylerię, ponieważ umieszczony był w niej niemiecki punkt obserwacyjny. Odłamki pocisków uszkodziły ołtarz główny razem ze znajdującym się w nim obrazem Niepokalanego Poczęcia Najświętszej Maryi Panny. W 1957 r. kaplica została wpisana do rejestru zabytków. W 1986 tereny przylegające do kaplicy zostały zakupione na potrzeby projektowanej Kalwarii Świętokrzyskiej. W toku prac ruiny zostały zabezpieczone i wkomponowane w kompleks kalwarii.

## Architektura
Pierwotnie była to jednonawowa budowla z kamienia wapiennego w stylu neogotyckim  wzniesiona na planie prostokąta. Ściany wewnątrz były ozdobione pilastrami, na drewniany chór wchodziło się drewnianymi schodami. We wnętrzu były wmurowane cztery marmurowe epitafia rodów Oraczewskich i Wielopolskich.